# Live (album de Sensational Alex Harvey Band)
Pour les articles homonymes, voir Liste des albums intitulés Live et Live.
Albums de Sensational Alex Harvey Band
Tomorrow Belongs to Me
(1975) The Penthouse Tapes
(1976)
Live, sorti en 1975, est le cinquième album du groupe de rock écossais The Sensational Alex Harvey Band et le seul album en public sorti pendant l'existence du groupe.

## L'album
L'album a été enregistré en public à l'Hammersmith Odeon de Londres le 24 mai 1975.
Cet album contient toute la ferveur, pour ne pas dire la folie, que le groupe pouvait mettre dans ses concerts.
En plus de l'intro, l'album contient deux reprises.

## Les musiciens
- Alex Harvey : voix, guitare
- Zal Cleminson : guitare
- Chris Glen : basse
- Ted McKenna : batterie
- Hugh McKenna : claviers

## Les titres
1. Fanfare (Justly, Skillfully, Magnaminously) - 1 min 25 s
2. Faith Healer - 6 min 51 s
3. Tomahawk Kid - 5 min 45 s
4. Vambo - 9 min 31 s
5. Give My Compliments to the Chef - 6 min 47 s
6. Delilah - 5 min 18 s
7. Framed - 11 min 03 s

## Informations relatives au contenu de l'album
- Faith Healer et Vambo viennent de Next..., Give My Compliments to the Chef de Tomorrow Belongs to Me, Tomahawk Kid de The Impossible Dream, Framed de Framed alors que Fanfare et Delilah sont des inédits.
- Delilah est sorti en single.
- Delilah est une reprise de Tom Jones (single de 1968).
- Framed est un titre écrit par le duo Jerry Leiber et Mike Stoller en 1954 pour les Robins.